# Uladzimir Matskevitch
 (février 2022).
La mise en forme du texte ne suit pas les recommandations de Wikipédia : il faut le « wikifier ».
Les points d'amélioration suivants sont les cas les plus fréquents. Le détail des points à revoir est peut-être précisé sur la page de discussion.
- Les titres sont pré-formatés par le logiciel. Ils ne sont ni en capitales, ni en gras.
- Le texte ne doit pas être écrit en capitales (les noms de famille non plus), ni en gras, ni en italique, ni en « petit »…
- Le gras n'est utilisé que pour surligner le titre de l'article dans l'introduction, une seule fois.
- L'italique est rarement utilisé : mots en langue étrangère, titres d'œuvres, noms de bateaux, etc.
- Les citations ne sont pas en italique mais en corps de texte normal. Elles sont entourées par des guillemets français : « et ».
- Les listes à puces sont à éviter, des paragraphes rédigés étant largement préférés. Les tableaux sont à réserver à la présentation de données structurées (résultats, etc.).
- Les appels de note de bas de page (petits chiffres en exposant, introduits par l'outil «  Source ») sont à placer entre la fin de phrase et le point final[comme ça].
- Les liens internes (vers d'autres articles de Wikipédia) sont à choisir avec parcimonie. Créez des liens vers des articles approfondissant le sujet. Les termes génériques sans rapport avec le sujet sont à éviter, ainsi que les répétitions de liens vers un même terme.
- Les liens externes sont à placer uniquement dans une section « Liens externes », à la fin de l'article. Ces liens sont à choisir avec parcimonie suivant les règles définies. Si un lien sert de source à l'article, son insertion dans le texte est à faire par les notes de bas de page.
- La présentation des références doit suivre les conventions bibliographiques. Il est recommandé d'utiliser les modèles {{Ouvrage}}, {{Chapitre}}, {{Article}}, {{Lien web}} et/ou {{Bibliographie}}. Le mode d'édition visuel peut mettre en forme automatiquement les références.
- Insérer une infobox (cadre d'informations à droite) n'est pas obligatoire pour parachever la mise en page.

Pour une aide détaillée, merci de consulter Aide:Wikification.
Si vous pensez que ces points ont été résolus, vous pouvez retirer ce bandeau et améliorer la mise en forme d'un autre article.
Uladzimir Uladzimiravič Mackievič (également Uladzimir Matskevich ; biélorusse : Уладзімір Уладзіміравіч Мацкевіч ; Vladimir Vladimirovitch Matskevitch, russe : Владимир Владимирович Мацкевич ; né le 14 mai 1956 à Tcheremkhovo, oblast d'Irkoutsk, RSFSR, URSS) est un philosophe biélorusse (méthodologiste), militant social et politique. Il a été arrêté le 4 août 2021 par les autorités biélorusses. Les organisations de défense des droits de l'homme l'ont déclaré prisonnier politique.

## Biographie
Ses parents biélorusses ont été transférés de force en Sibérie, où Mackievič est né. Sa famille a été rapidement réhabilitée et est retournée en Biélorussie en 1966. Il est diplômé de l'université d'État de Saint-Pétersbourg avec un diplôme en psychologie. Il a été fortement influencé par Georgy Shchedrovitsky et le cercle méthodologique de Moscou,.
À la fin des années 1980, il a vécu en Lettonie et y a participé à la perestroïka. En 1994, il est retourné en Biélorussie. Dans les années 1990, Mackievič a participé à différentes campagnes électorales en tant que candidat et en tant que technologue politique. Il a également consulté trois partis qui ont fusionné dans le Parti civil uni de Biélorussie. La Charte 97 a également été formée avec sa participation. Mackievič est un critique de longue date d'Alexandre Loukachenko, en 2011 il a qualifié la situation politique de « dictature personnaliste qui a établi la loi martiale ». Il a soutenu les manifestations après l'élection présidentielle de 2020 et a qualifié Loukachenko de « président illégitime. » En février 2021, Mackievič a salué l'apparition de la stratégie récemment publiée de l'opposition commune mais a critiqué une grande partie de son contenu.
En 1994 et 1996, Mackievič a participé à l'élaboration de deux projets de réforme de l'éducation à la demande du ministère de l'Éducation du Bélarus, mais ces projets n'ont pas été mis en œuvre. En 2007, Mackievič a participé à la création d'EuroBelarus (be), ONG membre du Forum de la société civile du Partenariat oriental. Il a également fondé et dirigé l'Agence des technologies humanitaires (russe : Агентство гуманитарных технологий). Mackievič et une sociologue Tatsiana Vadalazhskaya ont créé l'« université volante » (russe : Летучий университет) qui portait sur le développement de la pensée critique.
Il a été arrêté le 4 août 2021. Tatsiana Vadalazhskaya et plusieurs autres militants qui lui sont liés ont été arrêtés le même jour. Le 6 août, huit organisations biélorusses de défense des droits humains l'ont déclaré prisonnier politique dans une déclaration commune. Il a été inculpé d'« organisation d'actions portant gravement atteinte à l'ordre public » en vertu de l'article 342 du Code pénal du Bélarus.
En 2011, il avait plus de 50 ouvrages publiés.

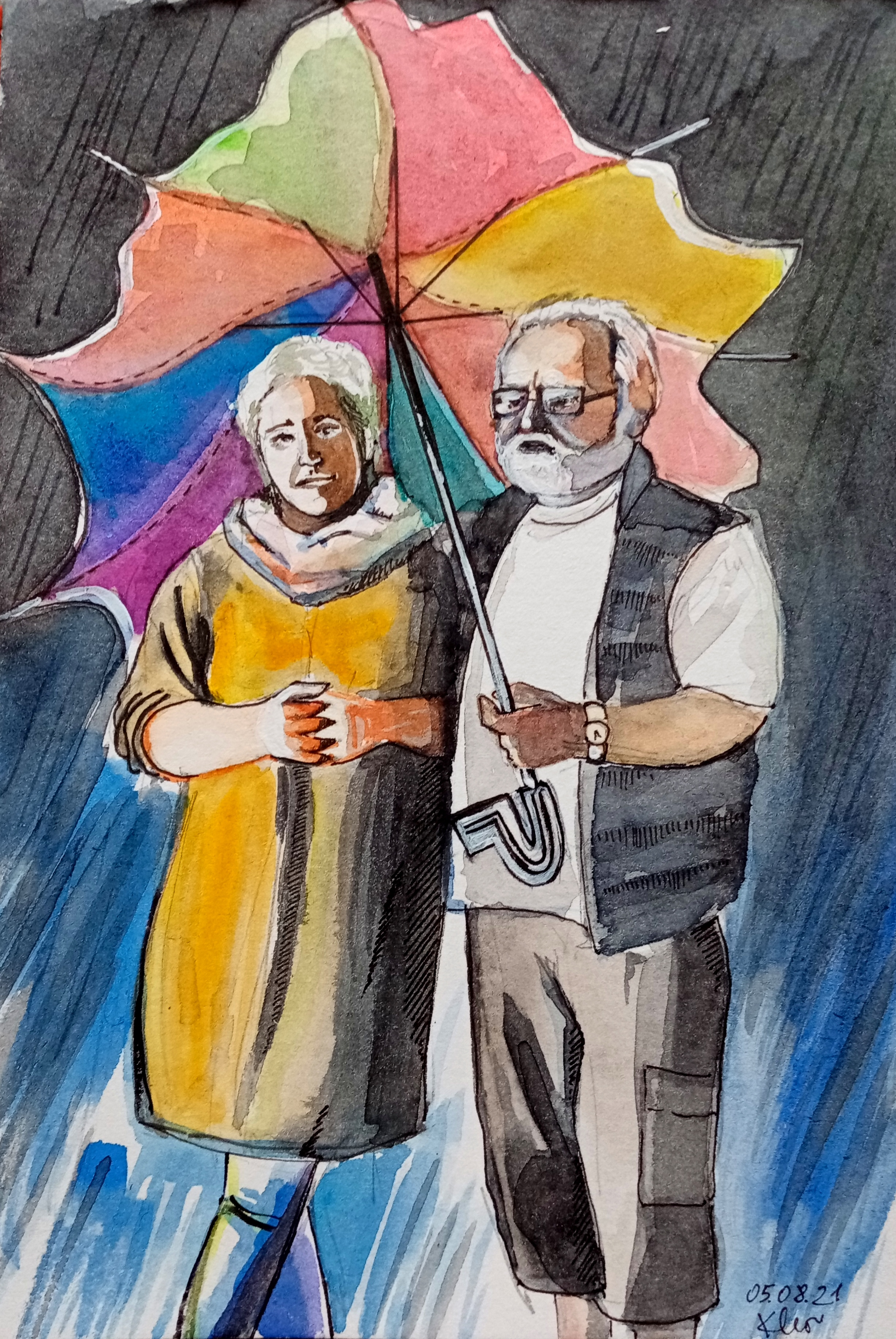
Tatsiana Vadalazhskaya et Uladzimir Mackievič pensent la Biélorussie.